# Schiffermadonna

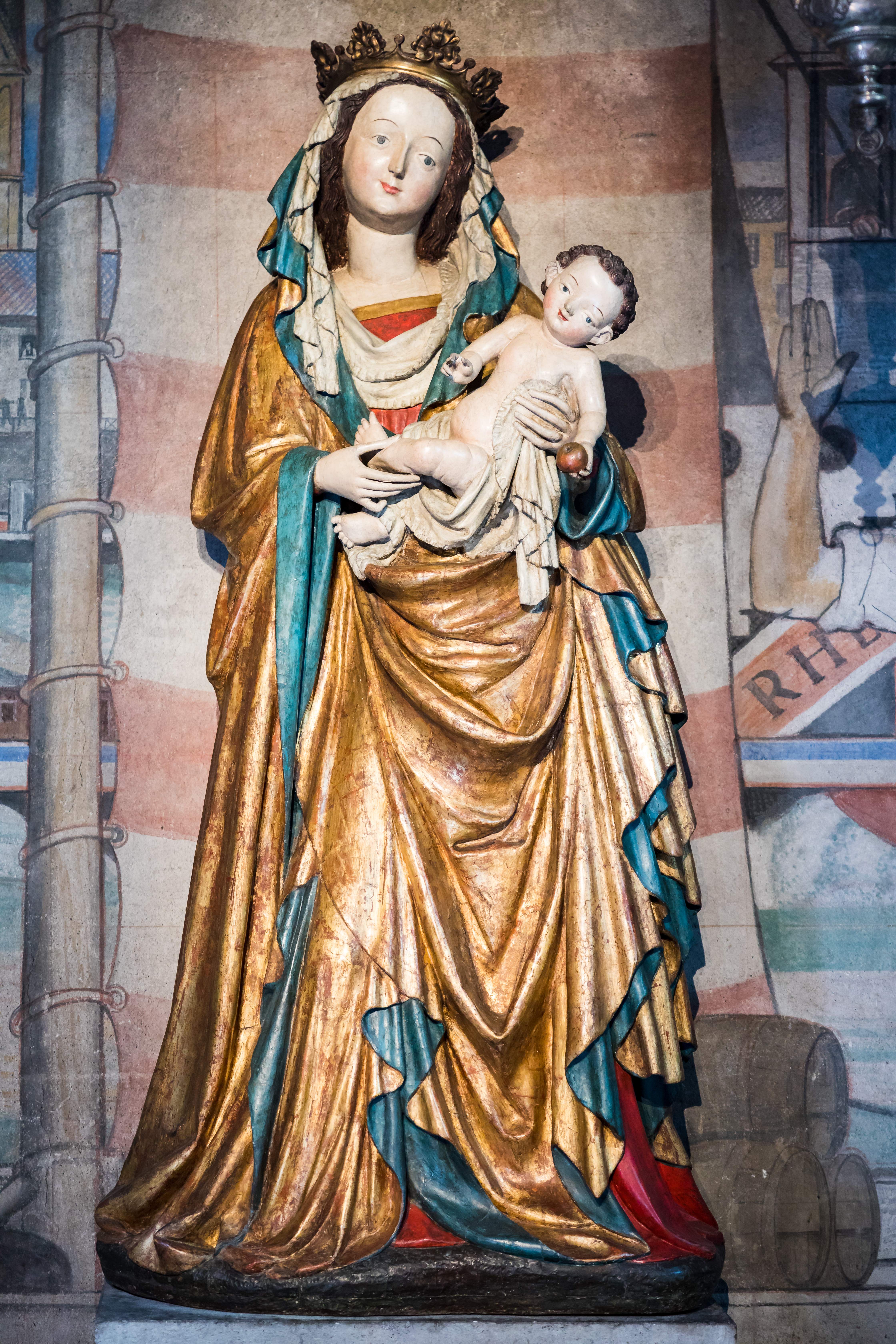
Die Schiffermadonna in ihrer aktuellen Mauernische

Die sogenannte Schiffermadonna ist eine um 1420 wohl in einer Kölner Werkstatt entstandene spätgotische Marienfigur. Sie steht stilistisch in der Tradition der „schönen Madonnen“.
Ursprünglich stammt die über zwei Meter hohe Holzfigur aus der Klosterkirche in Walberberg bei Sechtem und kam wohl erst nach der Säkularisation und Auflösung des Klosters im 19. Jahrhundert nach St. Maria in Lyskirchen.
Nachdem (vor 1827) das östliche Chorscheitelfenster der Kirche zugemauert wurde, erhielt die Skulptur für eine Zeitlang außen an dieser Stelle ihren Platz und wurde mit einem kleinen Vordach geschützt.
Später wurde sie wieder ins Innere, auf der Nordempore angebracht. Nach 1911 erhielt sie eine neue, mehrfarbige Fassung – zuvor war sie steingrau – und ein neues Gehäuse; ihr neuer Platz war nun ein Mauerwinkel unterhalb der nördlichen Emporentreppe.
Das Gehäuse wurde 1930 entfernt, und die Wandbemalung der Nische von Peter Hecker neu gestaltet.